# Brachythecium obsoletinerve
Brachythecium obsoletinerve är en bladmossart som beskrevs av Hugh Neville Dixon 1926. Brachythecium obsoletinerve ingår i släktet gräsmossor, och familjen Brachytheciaceae. Inga underarter finns listade i Catalogue of Life.